# Šarhuda
Šarhuda (mandžusky , čínsky v českém přepisu Ša-er-chu-ta, pchin-jinem Shāěrhǔdá, znaky zjednodušené 沙尔虎达, tradiční 沙爾虎達, 1599 – 1659) byl mandžuský vojevůdce, generál vojsk říše Čching.

## Život
Pocházel z klanu Guwalgija kmene Suwan (蘇完) sídlícího v údolí řeky Mu-tan-ťiang. Společně s otcem se přidal k svazu organizovaném náčelníkem Nurhačim a byl zařazen do modré korouhve s lemem.
Šarhuda se účastnil válek Nurhačiho svazu (od roku 1636 říše Čching) s čínskou říší Ming i tažení do Mandžuska. Roku 1644, když mandžuská armáda říše Čching překročila Velkou zeď, Šarhuda bojoval v předvoji, který obsadil Peking a poté pronásledoval čínského povstaleckého vůdce Li C’-čchenga až do provincie Šen-si. Později se účastnil bojů proti vojskům Jižních Mingů v provinciích Ťiang-su, Če-ťiang, Šan-tung a Ťiang-si. Za zásluhy byl povýšen na zástupce generála a obdržel aristokratický titul nan (男, baron) prvního stupně.
Roku 1652 byl Šarhuda jmenován velitelem posádky Ninguty (v jižním Mandžusku) se zodpovědností za pořádek a obranu všech zemí severně od Vrbové palisády a s úkolem zlikvidovat ruské kozáky, kteří se od začátku 50. let 17. století snažili o připojení Poamuří k Rusku. Roku 1653 se mu dostalo povýšení do hodnosti ambana (vysoký úředník, čínsky ang-pang čang-ťing, 昂邦章京, mandžusky amban-jianggin). Ve snaze o zbavení Rusů zdrojů potravin zorganizoval vysídlení amurských kmenů na jih. Roku 1654 vytáhl proti Rusům ovládajícím Poamuří a porazil na Sungari oddíl ruských kozáků vedený Onufrijem Stěpanovem. Následující rok Mandžuové neúspěšně v Kumarském ostrohu obléhali Stěpanovovy kozáky.
Roku 1658 Šarhudova armáda v bitvě v Korčejevské zátoce na Amuru Rusy rozdrtila, přičemž Stěpanov zahynul. Na Amuru poté působily jen menší ruské skupiny.
Šarhuda zemřel roku 1659, jeho titul i funkci převzal syn Bachaj (巴海, Pa-chaj). Za své zásluhy obdržel posmrtné jméno Siang-čuang (襄壯, volně „Silný pomocník“).